# Raymond Stewart
Raymond Stewart, född den 18 mars 1965 i Kingston, är en jamaicansk före detta friidrottare som tävlade i kortdistanslöpning.
Stewart deltog vid VM 1987 i Rom där han blev silvermedaljör efter Carl Lewis på 100 meter. Vid VM 1991 slutade han sexa trots tiden 9,96. Han var i final vid Olympiska sommarspelen 1992 då han slutade på sjunde plats. Vidare var han i final både vid VM 1993 och 1995, båda gångerna slutade han på åttonde plats. 
Under 1997 var han i final på 60 meter vid inomhus-VM i Paris där han blev fyra. 
Han hade även framgångar som en del av Jamaicas stafettlag på 4 x 100 meter. Han tog OS-silver på 4 x 100 meter vid friidrottstävlingarna 1984 i Los Angeles och vid VM 1987 blev han också silvermedaljör. 

## Personliga rekord
- 60 meter - 6,52 från 1997
- 100 meter - 9,96 från 1991